# 이유진 (농구 선수)
이유진(1990년 3월 18일 ~ )는 대한민국의 전 농구 선수이다. 신장 183cm의 센터이다.
2007년 숙명여고 3학년 재학 중 용인 삼성생명 비추미에 1차 4순위로 지명되었다. 삼성전자 농구 선수였던 이왕돈과 대한민국 여자 농구 국가대표팀 선수였던 태평양화학 소속 홍혜란의 1남 1녀 중 막내이다. 오빠는 전직 농구 선수인 이광재이다. 별명은 백곰이다.

## 경력
- 동명초등학교
- 숙명여자중학교
- 숙명여자고등학교
- 2007년 제18회 FIBA 아시아청소년여자농구선수권대회 출전(3위)
- 2007년 제44회 춘계연맹전 여고부 우수상
- 2007년 제7회 U19 세계여자농구선수권대회 대표팀 출전(8위)
- 용인 삼성생명 비추미
- 부천 하나외환 여자 농구단